# Маковеску, Джордже
Джордже Маковеску (рум. George Macovescu; 28 мая 1913, Жосени, Королевство Румыния — 20 марта 2002, Валенсия, Испания) — румынский государственный деятель, дипломат и писатель, министр иностранных дел СРР (1972-1978).

## Биография
Ранние годы
Родился 28 мая 1913 года в Жосени.
В молодости писал статьи для нескольких газет левого толка. 
С 1936 года - член Румынской коммунистической партии (РКП). 
Карьера в правительстве и сфере дипломатии
В 1945—1947 годах Маковеску был генеральным секретарём Министерства информации Румынии. Затем, с 1947 по 1949 год был временным поверенным в делах РНР (с 1965 - СРР) в Великобритании. После возвращения в Бухарест возглавлял отдел в Министерстве иностранных дел Румынии с 1949 по 1952 год. Затем работал генеральным директором кинематографии с 1955 по 1959 год. В 1959—1961 годах был посланником РНР в США и членом делегации страны в ООН. В 1961 году, после возвращения в Румынию, он был назначен заместителем министра иностранных дел, а в 1967 году стал первым заместителем министра. 18 октября 1972 года назначен министром иностранных дел СРР. В качестве заместителя министра, а затем министра был сторонником установления более тесных отношений с Израилем и пытался увеличить посредническую роль СРР в урегулировании израильско-египетского конфликта. Также при нём СРР не стала прерывать дипломатические отношения с Чили после того, как в сентябре 1973 года там произошёл военный переворот и к власти пришли военные-антикоммунисты во главе с Аугусто Пиночетом. Маковеску занимал пост министра до 1978 года.
В 1978—1982 годах был председателем Союза писателей Румынии.
Член ЦК РКП (1969—1984). Депутат Великого национального собрания СРР (1969—1985). Член исполнительного бюро Национального совета Фронта демократии и социалистического единства (1974—1980). Также Маковеску преподавал на кафедре румынского языка и литературы в Бухарестском университете. 
Умер 20 марта 2002 года в Валенсии. 

## Семья
Маковеску был женат на еврейке Тере Унгар. 

## Награды
- Орден Звезды РНР III класса.
- Орден "Защита Отечества" II степени.
- Орден Труда СРР I степени.
- Орден Тудора Владимиреску I степени.

## Произведения
- Contradicții în Imperiul Britanic, Бухарест, 1950;
- Viața și opera lui Al. Sahia, Бухарест, 1950;
- Gheorghe Lazăr, Бухарест, 1954;
- Unele probleme ale reportajului literar, Бухарест, 1956;
- Oameni și fapte, Бухарест, 1957;
- Introducere în știința literaturii, Бухарест, 1962;
- Vârstele timpului, Бухарест, 1971;
- Catargele înalte, Бухарест, 1972;
- Farmecul pământului. Jurnal la marginea dintre vis și viață, Бухарест, 1977; переиздание (Parfumul amar al pelinului verde), Бухарест, 1982;
- Semnul dintre ochi, Бухарест, 1983;
- Undeva, cândva, Бухарест, 1985;
- Trecânde anotimpuri, Бухарест, 1988.